# Thalasseus
Thalasseus (Boie, 1822) è un genere di uccelli caradriformi della famiglia Laridae e della sottofamiglia Sterninae.

## Descrizione
Le specie appartenenti a Thalasseus sono sterne di medio-grandi dimensioni dalla caratteristica cresta sul capo. Hanno becchi lunghi e sottili, giallo-arancio in tutte le specie tranne una (Thalasseus sandvicensis) in cui è nero con la punta gialla; il piumaggio è prevalentemente bianco e grigio chiaro sul dorso e il capo scuro tipico di tutte le sterne; in inverno le fronti diventano bianche. Sono uccelli che vivono in tutto il mondo, nidificano in numerose colonie sulle coste o in grandi laghi non distanti da esse.

## Specie
Thalasseus era fino a poco tempo fa compreso nel genere Sterna. Le specie che lo compongono sono 8:
- Thalasseus
  - Thalasseus maximus
  - Thalasseus bergii
  - Thalasseus elegans
  - Thalasseus albididorsalis
  - Thalasseus bengalensis
  - Thalasseus bernsteini
  - Thalasseus sandvicensis
  - Thalasseus acuflavidus